# Liste der Biografien/Ann
Liste der Biografien |
Portal Biografien |
Personensuche
# |
A |
B |
C |
D |
E |
F |
G |
H |
I |
J |
K |
L |
M |
N |
O |
P |
Q |
R |
S |
T |
U |
V |
W |
X |
Y |
Z |
?
 
Aa |
Ab |
Ac |
Ad |
Ae |
Af |
Ag |
Ah |
Ai |
Aj |
Ak |
Al |
Am |
An |
Ao |
Ap |
Aq |
Ar |
As |
At |
Au |
Av |
Aw |
Ax |
Ay |
Az
 
Ana–Anc |
And |
Ane |
Anf |
Ang |
Anh |
Ani |
Anj |
Ank |
Anl |
Anm |
Ann |
Ano |
Anp |
Anq |
Anr |
Ans |
Ant–Anz
Die Liste der Biografien führt alle Personen auf, die in der deutschsprachigen Wikipedia einen Artikel haben. Dieses ist eine Teilliste mit 403 Einträgen von Personen, deren Namen mit den Buchstaben „Ann“ beginnt.

## Ann
- Ann Naddodsdóttir, vermutlich die Tochter des färöischen Wikingers Naddoddur
- Ann Sophie (* 1990), deutsche Popsängerin
- Ann, Alasan (* 2000), gambischer Taekwondoka
- Ann, Ana (* 1984), britische Popsängerin
- Ann, Celina (* 1991), österreichische Sängerin
- Ann, Christoph (* 1962), deutscher Jurist und Hochschullehrer
- Ann, Julia (* 1969), US-amerikanische Pornodarstellerin und Tänzerin
- Ann, Karin (* 2002), slowakische Sängerin
- Ann, Lisa (* 1972), US-amerikanische PornodarstellerinLisa Ann (* 1972)

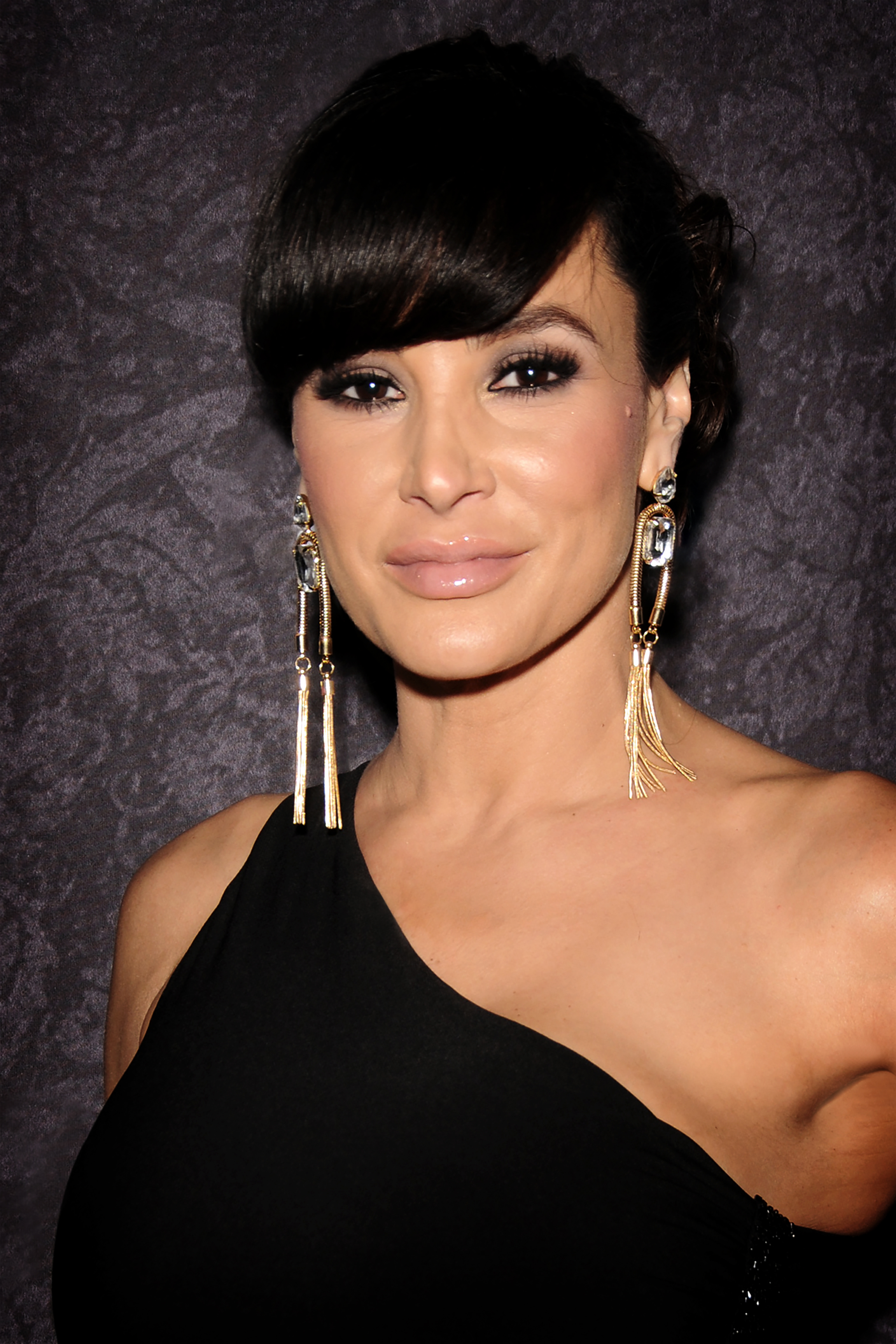
Lisa Ann (* 1972)

- Ann-Margret (* 1941), schwedisch-US-amerikanische Sängerin und Schauspielerin

### Anna
- Anna, biblische Person und Patronin, Großmutter Jesu Christi
- Anna, Herzog von Masowien
- Anna, schlesische Prinzessin und polnische Herzogin
- Anna († 654), König von East Anglia
- Anna († 1324), Herzog von Masowien
- Anna († 1363), Herzog von Masowien
- Anna († 1420), hessische Adlige
- Anna, Tochter des Johannes II. von Waldburg
- Anna (1366–1425), polnische Prinzessin
- Anna († 1418), Großfürstin von Litauen
- Anna (1693–1740), russische Zarin sowie vormalige Herzogin von Kurland und Semgallen
- Anna (1735–1785), Prinzessin von Hessen, durch Heirat Gräfin von Lippe-Detmold
- Anna (1932–1942), US-amerikanisches Wolfskind
- ANNA (* 1941), Schweizer Karikaturistin und Malerin
- Anna (* 2003), italienische Rapperin
- Anna Amalia von Braunschweig-Wolfenbüttel (1739–1807), deutsche Komponistin und durch Heirat Herzogin von Sachsen-Weimar-EisenachAnna Amalia von Braunschweig-Wolfenbüttel (1739–1807)

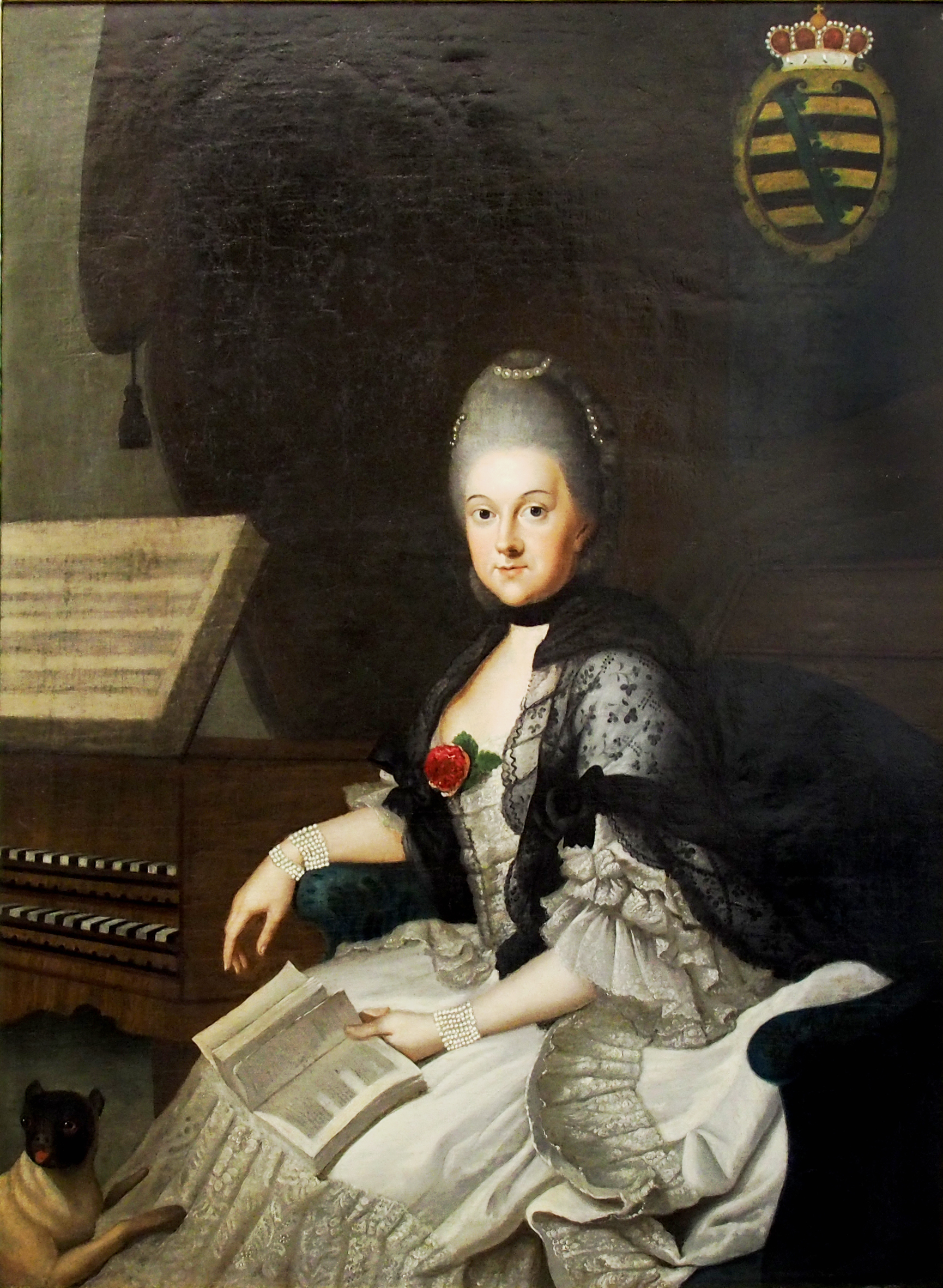
Anna Amalia von Braunschweig-Wolfenbüttel (1739–1807)

- Anna Anachutlu Komnene († 1342), Kaiserin von Trapezunt
- Anna Björk Kristjánsdóttir (* 1989), isländische Fußballspielerin
- Anna Bolesławówna (* 1276), polnische Prinzessin
- Anna Caterina Gonzaga (1566–1621), Gemahlin von Erzherzog Ferdinand II. von Österreich, des Landesfürsten von Tirol
- Anna Charlotte Amalie von Nassau-Dietz-Oranien (1710–1777), Mutter des ersten Großherzogs von Baden
- Anna Charlotte von Lothringen (1714–1773), Herzogin von Lothringen und Äbtissin von Remiremont
- Anna Christine Luise von Pfalz-Sulzbach (1704–1723), Herzogin von Savoyen, Kronprinzessin von Sardinien-Piemont
- Anna Dalassene (* 1025), byzantinische Kaiserin, Mutter von Alexios I. Komnenos
- Anna Dandolo, Königin der Serben
- Anna de’ Medici (1616–1676), Erzherzogin von Österreich-Tirol
- Anna de Sommariva, Angelo d’ († 1428), italienischer Kardinal der Römischen Kirche
- Anna Dorothea von Sachsen-Weimar (1657–1704), Äbtissin des Stifts Quedlinburg
- Anna Eleonore von Hessen-Darmstadt (1601–1659), Herzogin von Braunschweig-Lüneburg, Fürstin und Regentin von Calenberg
- Anna Elisabeth Luise von Brandenburg-Schwedt (1738–1820), Prinzessin von Brandenburg-Schwedt, durch Heirat Prinzessin von Preußen
- Anna Elisabeth von Anhalt-Bernburg (1647–1680), Herzogin von Württemberg-Bernstadt
- Anna Elisabeth von Anhalt-Dessau (1598–1660), Gräfin von Bentheim-Steinfurt
- Anna Elisabeth von der Pfalz (1549–1609), Landgräfin von Hessen-Rheinfels, Pfalzgräfin von Lützelstein
- Anna Elisabeth von Sachsen-Lauenburg (1624–1688), Landgräfin von Hessen-Homburg
- Anna Emilie von Anhalt-Köthen-Pleß (1770–1830), Erbin von Pleß
- Anna F. (* 1985), österreichische SängerinAnna F. (* 1985)

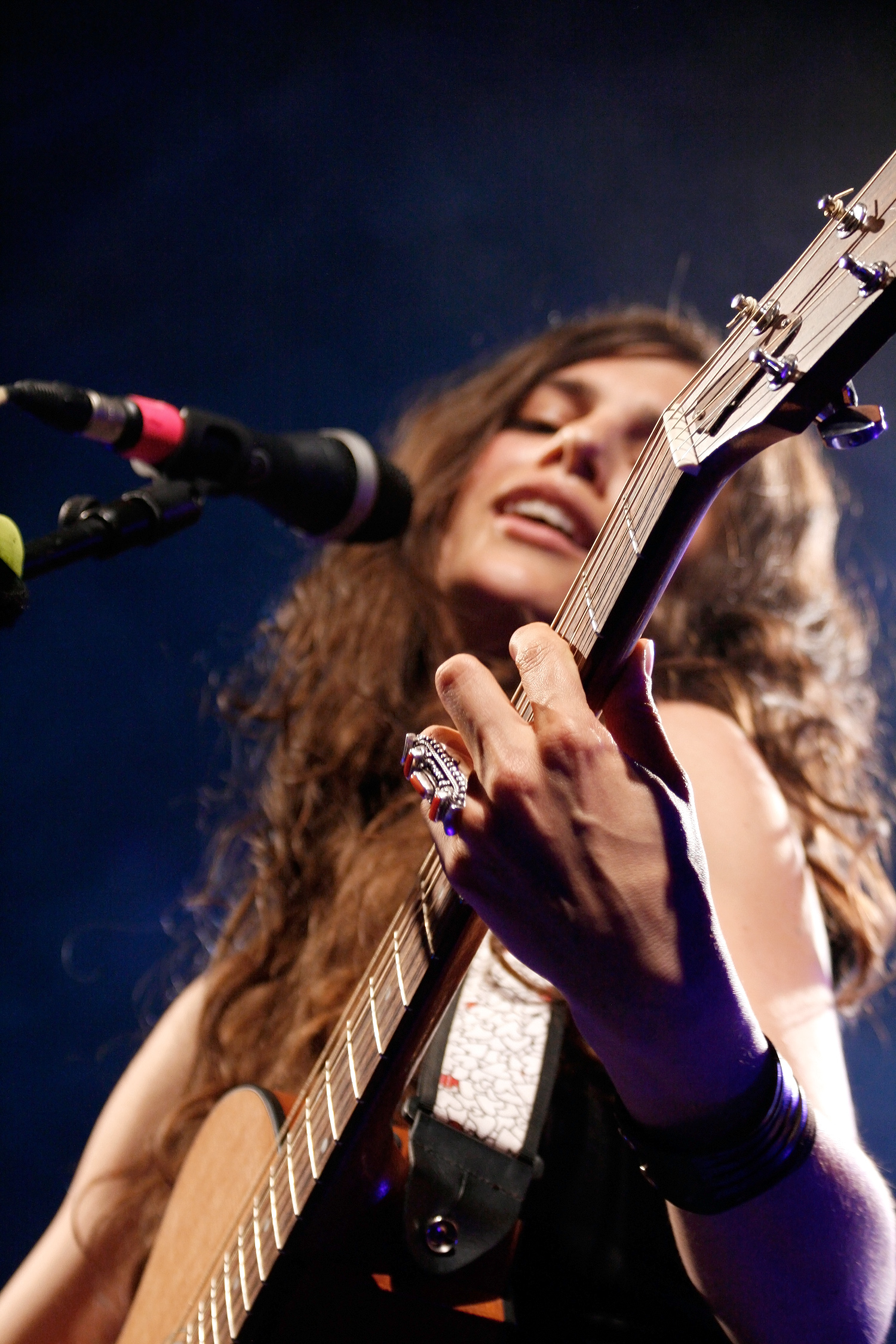
Anna F. (* 1985)

- Anna Fiodorówna († 1458), litauische Prinzessin und masowische Herzogin
- Anna Gonzaga (1616–1684), französische Adlige
- Anna Gréta Sigurðardóttir (* 1994), isländische Jazzmusikerin (Piano, Gesang, Songwriting)
- Anna Guðrún Jónasdóttir (* 1942), isländische Politikwissenschaftlerin
- Anna Henriette von Pfalz-Simmern (1648–1723), Princesse de Condé
- Anna Jagiellonica (1523–1596), polnische Königin
- Anna Juliana von Kleinau (1674–1727), Gräfin von Sandhorst
- Anna Katharina Dorothea von Salm-Kyrburg (1614–1655), durch Heirat Herzogin von Württemberg
- Anna Katharina von Brandenburg (1575–1612), Königin von Dänemark und Norwegen
- Anna Kolbrún Árnadóttir (1970–2023), isländische Politikerin (Zentrumspartei)
- Anna Komnena (1083–1154), byzantinische Historikerin
- Anna Leopoldowna (1718–1746), Großfürstin und Regentin RusslandsAnna Leopoldowna (1718–1746)

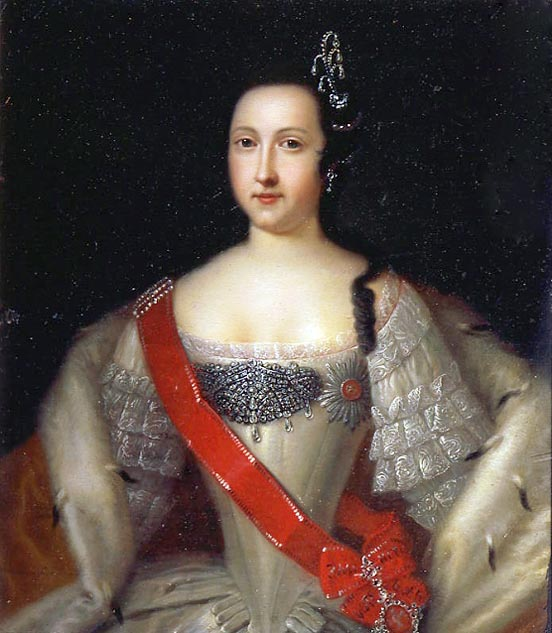
Anna Leopoldowna (1718–1746)

- Anna Luise (1654–1692), Fürstin von Nassau-Hadamar
- Anna Magdalena von Pfalz-Birkenfeld-Bischweiler (1640–1693), Gräfin von Hanau-Lichtenberg
- Anna Margarete von Braunschweig-Harburg (1567–1646), Pröpstin im Stift Quedlinburg
- Anna Maria (1617–1672), Markgräfin von Baden-Durlach; deutsche Dichterin, Zeichnerin, Malerin und Silhouetteurin
- Anna Maria (1627–1669), Herzogin zu Mecklenburg (-Schwerin), durch Heirat Herzogin von Sachsen-Weißenfels
- Anna Maria dal Violin (1696–1782), italienische Geigerin und Violinpädagogin
- Anna Maria Franziska von Sachsen-Lauenburg (1672–1741), Pfalzgräfin von Neuburg, Großherzogin von Toskana
- Anna Maria von Anhalt (1561–1605), Prinzessin von Anhalt, Herzogin von Liegnitz, Brieg, Wohlau und Ohlau
- Anna Maria von Brandenburg (1567–1618), Herzogin von Pommern
- Anna Maria von Brandenburg-Ansbach (1526–1589), Herzogin von Württemberg
- Anna Maria von Brandenburg-Bayreuth (1609–1680), Fürstin von Eggenberg
- Anna Maria von Braunschweig-Calenberg-Göttingen (1532–1568), Herzogin von Preußen
- Anna Maria von der Pfalz (1561–1589), Prinzessin von Schweden und Herzogin von Södermanland
- Anna Maria von Hessen-Kassel (1567–1626), Gräfin von Nassau-Saarbrücken
- Anna Maria von Ostfriesland (1601–1634), ostfriesische Adelige
- Anna Maria von Pfalz-Neuburg (1575–1643), Herzogin von Sachsen-Weimar
- Anna Maria von Sachsen (1836–1859), sächsische Prinzessin, durch Heirat Erbgroßherzogin der Toskana
- Anna Maria Wasa (1593–1600), Prinzessin des polnisch-litauischen Hauses Wasa
- Anna Mateur (* 1977), deutsche SängerinAnna Mateur (* 1977)

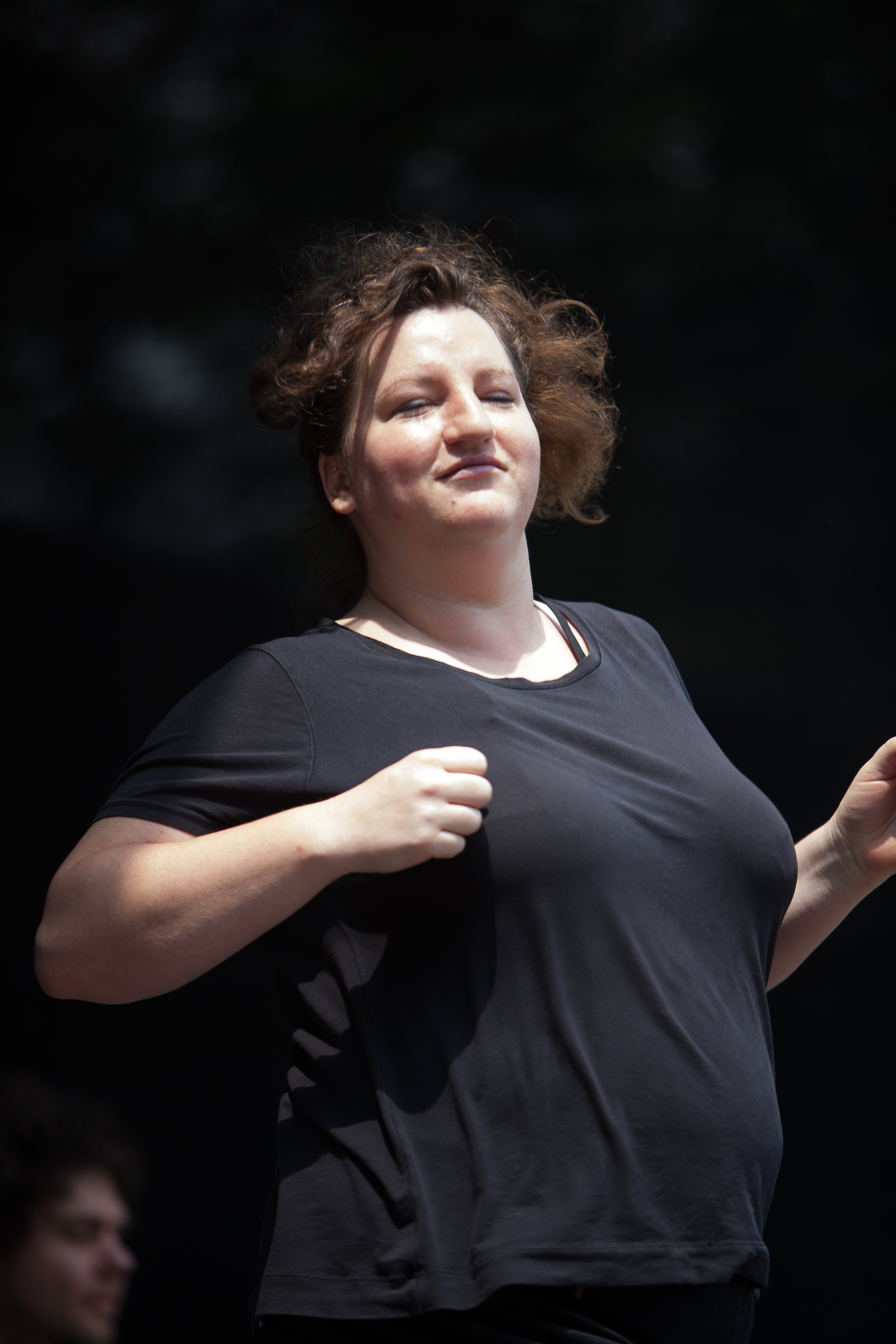
Anna Mateur (* 1977)

- Anna Mjöll (* 1970), isländische Jazzsängerin und Komponistin
- Anna of the North (* 1989), norwegische Sängerin
- Anna Ólafsdóttir (1932–2013), isländische Schwimmerin
- Anna Pawlowna (1795–1865), Königin der NiederlandeAnna Pawlowna (1795–1865)

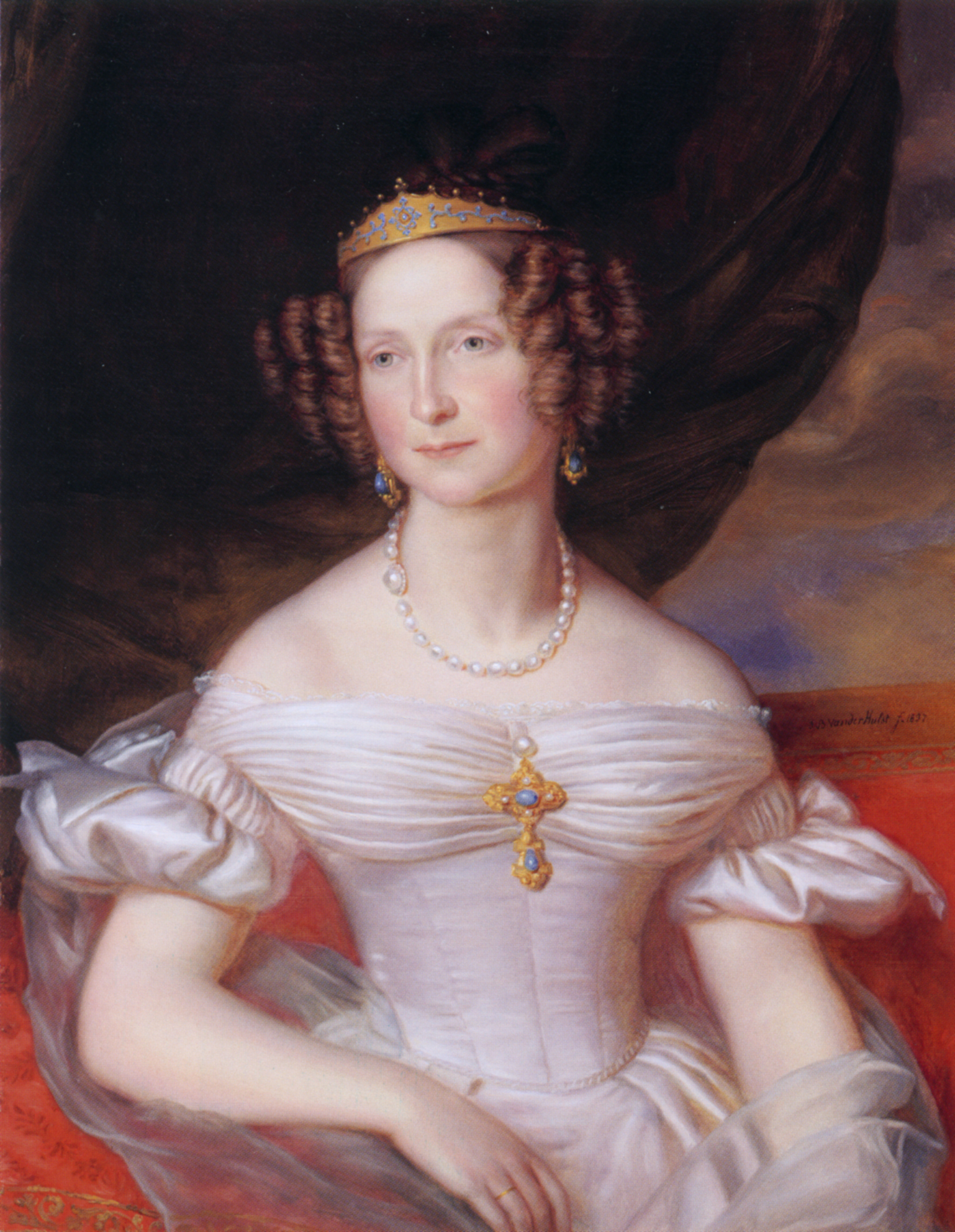
Anna Pawlowna (1795–1865)

- Anna Petrowna (1708–1728), Tochter von Peter dem Großen
- Anna Porphyrogenneta (* 963), Ehefrau von Wladimir dem Großen, Großfürst von Kiew
- Anna Přemyslovna (1290–1313), Königin von Böhmen
- Anna Przemysłówna (* 1253), polnische Prinzessin
- Anna Radziwiłł (1476–1522), litauische Adelige und masowische Herzogin
- Anna Rakel Pétursdóttir (* 1998), isländische Fußballspielerin
- Anna S. Þorvaldsdóttir (* 1977), isländische Komponistin
- Anna Seiler, Bernburgerin und Stifterin des Inselspitals
- Anna Sophia von Anhalt (1584–1652), Gräfin von Schwarzburg-Rudolstadt
- Anna Sophia von Brandenburg (1598–1659), Herzogin von Braunschweig-Lüneburg, Fürstin von Braunschweig-Wolfenbüttel und von Calenberg
- Anna Sophia von Hessen-Darmstadt (1638–1683), Äbtissin des Stifts Quedlinburg
- Anna Sophia von Pfalz-Zweibrücken-Birkenfeld (1619–1680), Äbtissin des Stifts Quedlinburg
- Anna Sophie von Dänemark (1647–1717), Kurfürstin von Sachsen
- Anna Sophie von Preußen (1527–1591), Herzogin zu Mecklenburg
- Anna Sophie von Sachsen-Gotha-Altenburg (1670–1728), Prinzessin von Sachsen-Gotha-Altenburg, durch Heirat Fürstin von Schwarzburg-Rudolstadt
- Anna Theresa von Savoyen (1717–1745), Prinzessin aus dem Hause Savoyen
- Anna van Ezumazijl († 1636), niederländische Dienstmagd
- Anna Victoria von Savoyen (1683–1763), Prinzessin von Sachsen-Hildburghausen
- Anna von Böhmen († 1265), Herzogin von Schlesien
- Anna von Böhmen (1323–1338), Herzogin von Österreich
- Anna von Böhmen und Ungarn (1503–1547), Königin von Ungarn und Böhmen, durch Heirat Königin des Heiligen Römischen ReichesAnna von Böhmen und Ungarn (1503–1547)

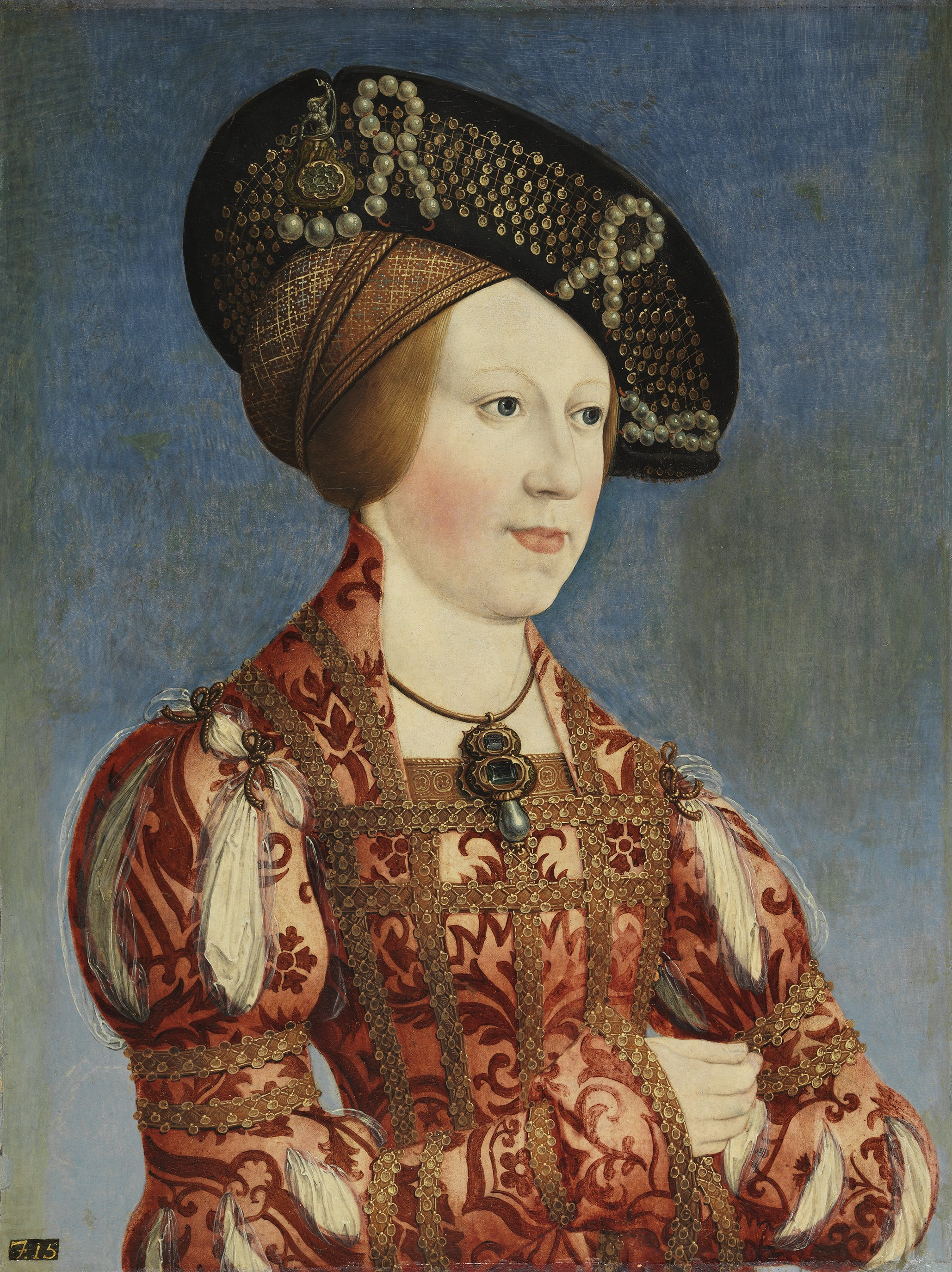
Anna von Böhmen und Ungarn (1503–1547)

- Anna von Bolanden († 1320), pfälzische Adelige, Zisterzienserin in Worms
- Anna von Brandenburg (1487–1514), Herzogin von Schleswig-Holstein-Gottorf
- Anna von Brandenburg (1507–1567), Herzogin zu Mecklenburg-Güstrow
- Anna von Brandenburg-Ansbach-Kulmbach (1487–1539), Prinzessin von Brandenburg-Ansbach, durch Heirat Herzogin und Regentin von Teschen
- Anna von Braunschweig († 1432), Gattin des österreichischen Herzogs Friedrich IV.
- Anna von Braunschweig-Grubenhagen (1414–1474), Herzogin von Bayern-München
- Anna von Braunschweig-Lüneburg (1502–1568), Herzogin von Pommern
- Anna von Bussnang († 1404), Fürstäbtissin des Fraumünsterklosters in Zürich
- Anna von Cilli (1386–1416), Königin von Polen und Großfürstin von Litauen
- Anna von Dänemark (1532–1585), Kurfürstin von Sachsen
- Anna von Dänemark (1574–1619), Königsgemahlin von England und SchottlandAnna von Dänemark (1574–1619)

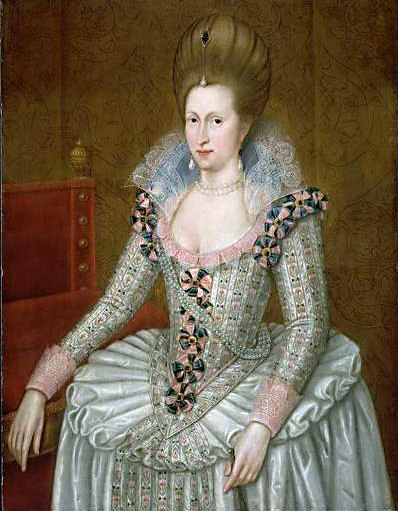
Anna von Dänemark (1574–1619)

- Anna von der Borch († 1512), Äbtissin des Klosters Kaufungen
- Anna von der Mark-Arenberg († 1436), Äbtissin im Stift Freckenhorst
- Anna von der Pfalz (1329–1353), zweite Frau des Kaisers Karl IV.
- Anna von der Pfalz (1346–1415), pfälzische Prinzessin, durch Heirat Herzogin von Berg
- Anna von Egmond († 1558), Gräfin von Büren, Leerdam und Lingen
- Anna von Eppstein-Königstein (1481–1538), Gräfin von Königstein
- Anna von Großbritannien, Irland und Hannover (1709–1759), Princess Royal und durch Heirat Prinzessin von Oranien
- Anna von Gundelfingen († 1410), Äbtissin des Damenstifts Buchau
- Anna von Henneberg, Äbtissin
- Anna von Hessen (1529–1591), Pfalzgräfin von Zweibrücken
- Anna von Jülich-Kleve-Berg (1552–1632), Pfalzgräfin bei Rhein zu Neuburg
- Anna von Kaschin († 1368), russische Fürstin aus dem Geschlecht der Rurikiden
- Anna von Kiew, russische Adlige, durch Heirat Königin von Frankreich
- Anna von Kleve, Gräfin von Arnsberg
- Anna von Kleve (1515–1557), Frau des Königs Heinrich VIII. von EnglandAnna von Kleve (1515–1557)

Anna von Kleve (1515–1557)

- Anna von Litauen (1309–1339), litauische Prinzessin und Königin von Polen
- Anna von Masowien (1498–1557), Herzogin von Masowien
- Anna von Mecklenburg (1485–1525), Prinzessin; Herzogin zu Mecklenburg; Landgräfin von Hessen
- Anna von Montenegro (1874–1971), Mitglied aus dem Haus Petrović-Njegoš
- Anna von Munzingen († 1327), deutsche Dominikanerin und Priorin im Kloster Adelhausen in Freiburg
- Anna von Nassau-Dillenburg († 1513), Herzogin von Braunschweig-Lüneburg, Regentin des Fürstentums Lüneburg sowie letzte Gräfin von Katzenelnbogen
- Anna von Nassau-Hadamar (1299–1329), Adlige aus der älteren Linie des Hauses Nassau-Hadamar
- Anna von Neuffen-Hettingen (1327–1380), deutsche Gräfin
- Anna von Nowgorod, Heilige der russisch-orthodoxen Kirche
- Anna von Nürnberg († 1383), deutsche Burggräfin und Äbtissin
- Anna von Oldenburg (1501–1575), durch Heirat Gräfin und später Regentin von Ostfriesland
- Anna von Oranien-Nassau (1563–1588), niederländische Adlige, Prinzessin von Nassau-Oranien, durch Heirat Gräfin von Nassau-Dillenburg
- Anna von Österreich († 1327), österreichische Adelige
- Anna von Österreich (1318–1343), Herzogin von Niederbayern
- Anna von Österreich (1432–1462), Herzogin von Sachsen, Herzogin von Luxemburg
- Anna von Österreich (1528–1590), Herzogin von Bayern
- Anna von Österreich (1549–1580), Königin von Spanien, Königin von Portugal
- Anna von Österreich (1573–1598), Königin von Schweden und Polen-Litauen
- Anna von Österreich (1601–1666), Infantin von Spanien, Regentin von FrankreichAnna von Österreich (1601–1666)

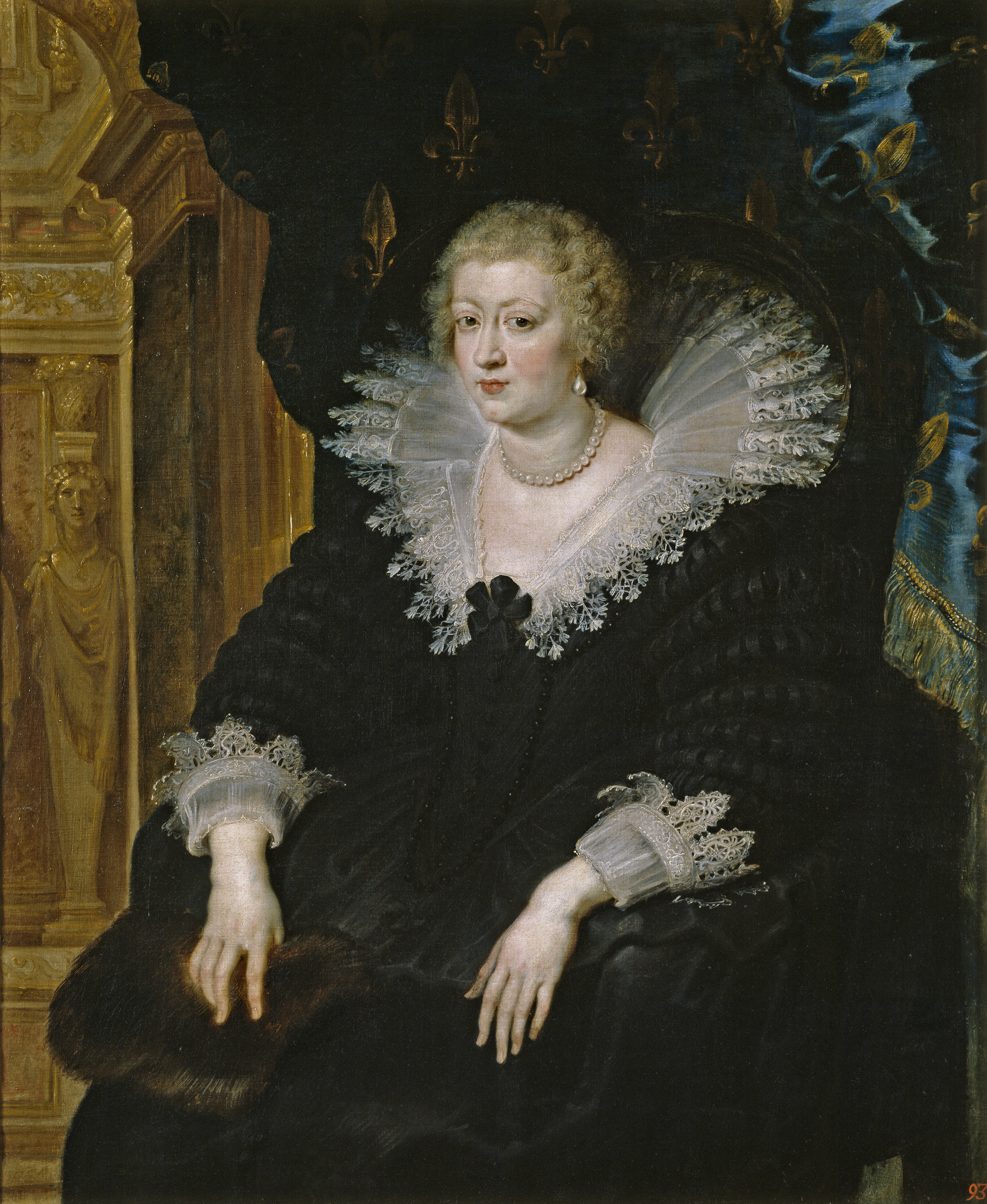
Anna von Österreich (1601–1666)

- Anna von Österreich-Tirol (1585–1618), Kaiserin des Heiligen Römischen Reichs (1612–1619)
- Anna von Ostfriesland (1562–1621), Pfalzgräfin von Simmern und Kurfürstin von der Pfalz, Markgräfin von Baden-Durlach sowie Herzogin von Sachsen-Lauenburg
- Anna von Pfalz-Veldenz (1540–1586), Pfalzgräfin von Pfalz-Veldenz und durch Heirat Markgräfin von Baden-Durlach
- Anna von Plauen († 1458), Äbtissin im Stift Quedlinburg (1435–1458)
- Anna von Plauen (1506–1548), Äbtissin des Stifts Gernrode (1532–1548)
- Anna von Plesse († 1456), Äbtissin im Stift Freckenhorst und im Stift Heerse
- Anna von Polen (1476–1503), polnische Prinzessin und Herzogin von Pommern
- Anna von Preußen (1576–1625), Kurfürstin von Brandenburg
- Anna von Sachsen (1420–1462), Landgräfin von Hessen
- Anna von Sachsen (1437–1512), Kurfürstin von Brandenburg
- Anna von Sachsen (1544–1577), Ehefrau des Prinzen Wilhelm von OranienAnna von Sachsen (1544–1577)

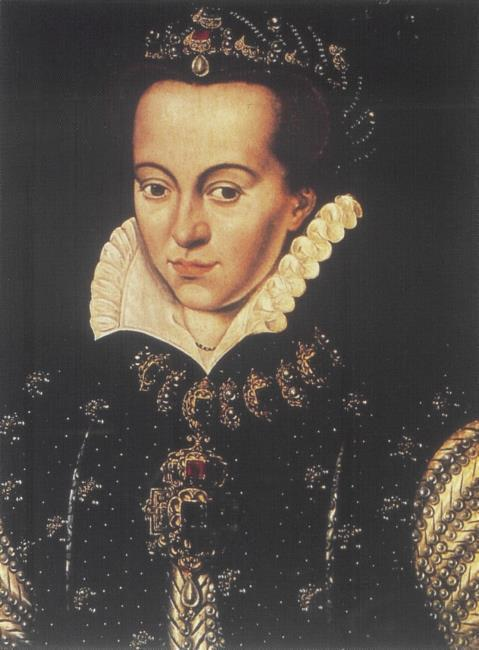
Anna von Sachsen (1544–1577)

- Anna von Sachsen (1567–1613), Herzogin von Sachsen-Coburg
- Anna von Sachsen-Wittenberg († 1426), Gemahlin von Friedrich, Herzog von Braunschweig-Lüneburg und deutscher Gegenkönig
- Anna von Savoyen, Kaiserin von Byzanz und Regentin
- Anna von Schleswig-Holstein-Gottorf (1575–1610), Gräfin von Ostfriesland
- Anna von Schlüsselberg († 1379), Äbtissin
- Anna von Schwarzburg († 1431), Markgräfin von Meißen und Landgräfin von Thüringen
- Anna von Schweidnitz (1339–1362), böhmische und römisch-deutsche Königin sowie Kaiserin des Heiligen Römischen Reichs
- Anna von Tecklenburg-Schwerin (1532–1582), Gräfin von Tecklenburg und durch Heirat Gräfin von Bentheim
- Anna von Veldenz († 1439), Gräfin des zweiten Geschlechtes der Grafen von Veldenz und durch Heirat Pfalzgräfin von Simmern-Zweibrücken
- Anna von Weinburg († 1353), Äbtissin des Damenstifts Buchau
- Anna von Werdenberg († 1497), Äbtissin des Damenstifts Buchau
- Anna von Württemberg (1513–1530), Tochter von Herzog Ulrich von Württemberg und dessen Gemahlin Sabina von Bayern
- Anna von Württemberg (1561–1616), Herzogin von Ohlau, Wohlau und Liegnitz
- Anna von Zähringen (1162–1226), Frau von Ulrich III.
- Anna Wilhelmine von Anhalt-Dessau (1715–1780), Kind des Fürsten Leopold I. von Anhalt-Dessau
- Anna zu Mecklenburg (1533–1602), mecklenburgische Prinzessin und durch Heirat Herzogin von Kurland und Semgallen
- Anna zu Mecklenburg (1865–1882), Angehörige des großherzoglichen Hauses von Mecklenburg-Schwerin
- Anna, Margit (1913–1991), ungarische Malerin
- Anna, Susanne (* 1962), deutsche Kunsthistorikerin
- Anna-Lena (1944–2010), schwedische Schlagersängerin
- Anna.Luca (* 1983), deutsch-schwedische Popjazz-Musikerin (Gesang, Songwriting)
- Annabella (1907–1996), französische Filmschauspielerin
- Annabi, Ali (* 1939), tunesischer Fechter
- Annabi, Amina (* 1962), französisch-tunesische Sängerin und Schauspielerin
- Annabi, Hédi (1944–2010), tunesischer UN-Diplomat
- Annable, Dave (* 1979), US-amerikanischer Schauspieler
- Annable, Graham (* 1970), kanadischer Comicautor, Animator und Filmregisseur
- Annable, Odette (* 1985), US-amerikanische SchauspielerinOdette Annable (* 1985)

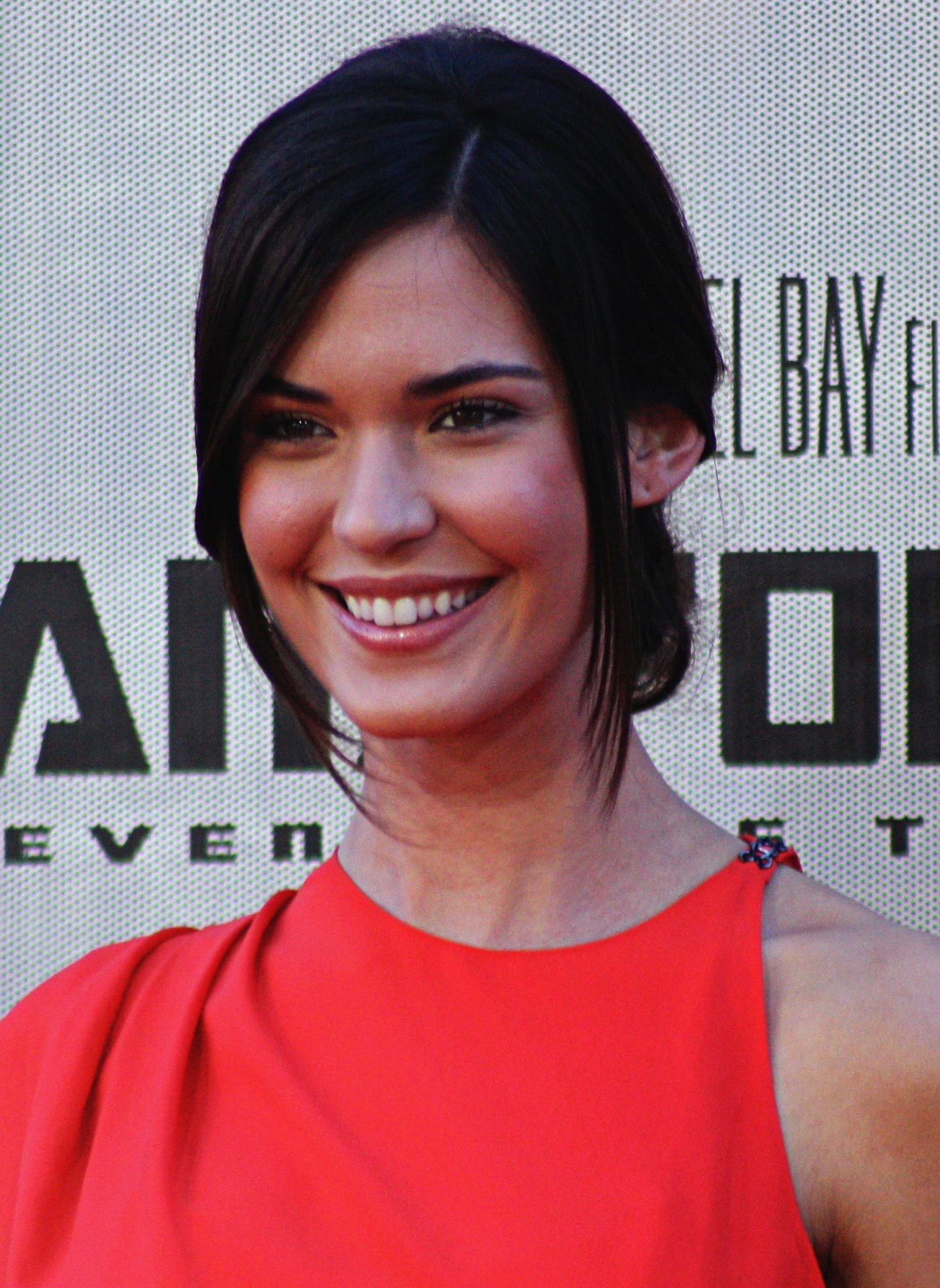
Odette Annable (* 1985)

- Annabring, Joseph John (1900–1959), ungarischer Geistlicher, Bischof von Superior
- Annabring, Matthias (1904–1961), ungarisch-deutscher Rechtsanwalt
- Annacone, Paul (* 1963), amerikanischer Tennisspieler
- Annadif, Mahamat Saleh (* 1956), tschadischer Politiker und Diplomat
- Annadurai, C. N. (1909–1969), indischer Politiker und Autor
- Annaert, Jean-Claude (1935–2020), französischer Radrennfahrer
- Annaeus Saturninus Clodianus Aelianus, Marcus, römischer Senator (Kaiserzeit)
- Annaeus Serenus, Freund und Verwandter Senecas
- Annageldiýew, Orazly (* 1960), turkmenischer Schachspieler
- Annagulyýewa, Annagül (1924–2009), turkmenische Opernsängerin (Sopran) und Filmschauspielerin
- Annakin (* 1975), Schweizer Musikerin
- Annakin, Ken (1914–2009), britischer Regisseur
- Annakov, Babakuli (* 1972), turkmenischer Schachspieler
- Annalisa (* 1985), italienische PopsängerinAnnalisa (* 1985)

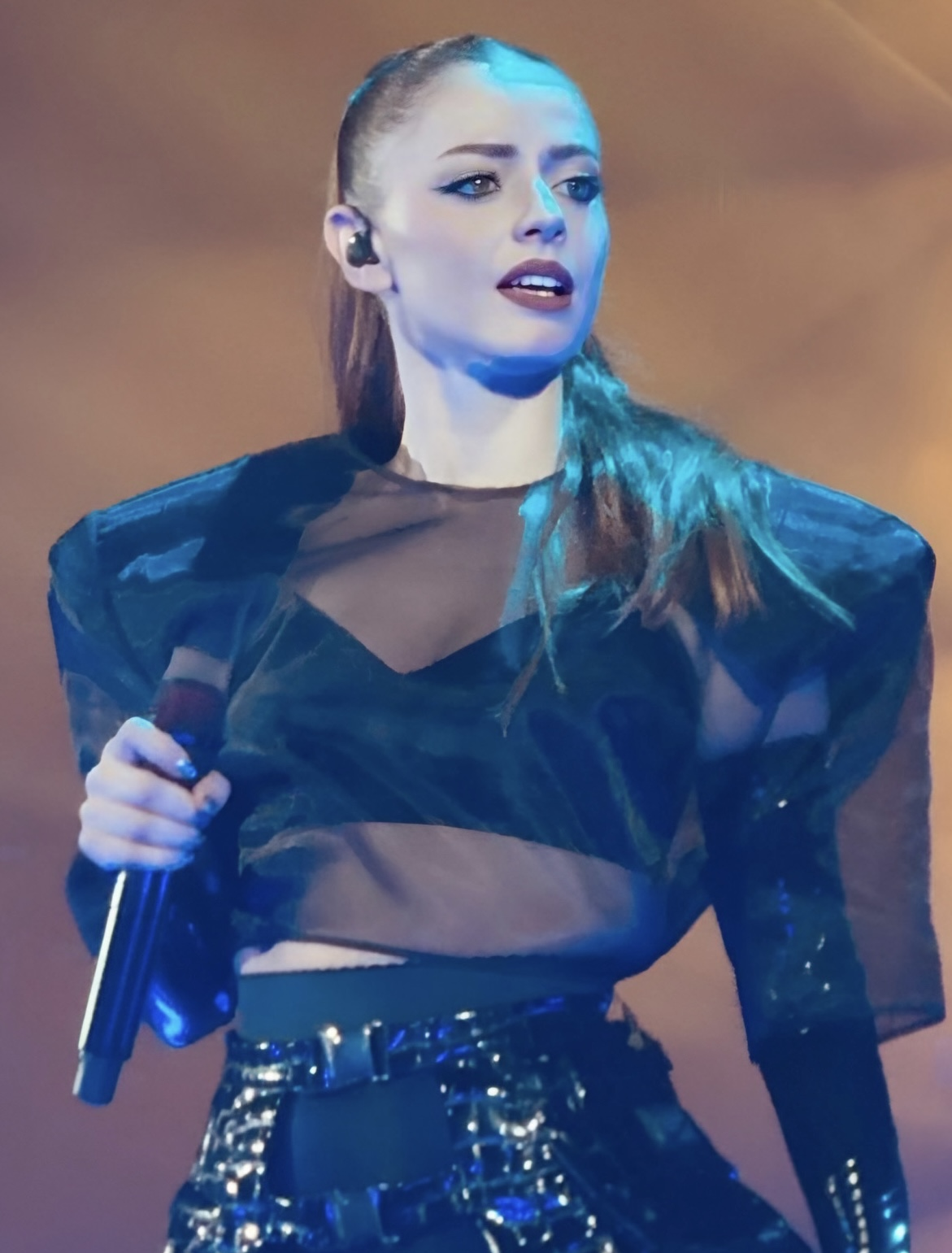
Annalisa (* 1985)

- Annalísa Hermannsdóttir (* 1997), isländische Schauspielerin
- Annalista Saxo, anonymer Verfasser einer bedeutenden Reichschronik
- Annamaa, Koit (1912–1970), estnischer Hammerwerfer
- Annamämmedow, Annamämmet (* 1990), turkmenischer Billardspieler
- Annan, Alyson (* 1973), australische Hockeyspielerin
- Annan, Anthony (* 1986), ghanaischer Fußballspieler
- Annan, Daniel Francis (1928–2006), ghanaischer Jurist und Politiker
- Annan, Felix (* 1994), ghanaischer Fußballspieler
- Annan, Kobina (* 1944), ghanaischer Diplomat
- Annan, Kofi (1938–2018), ghanaischer Politiker, Generalsekretär der Vereinten Nationen, Friedensnobelpreisträger, AutorKofi Annan (1938–2018)

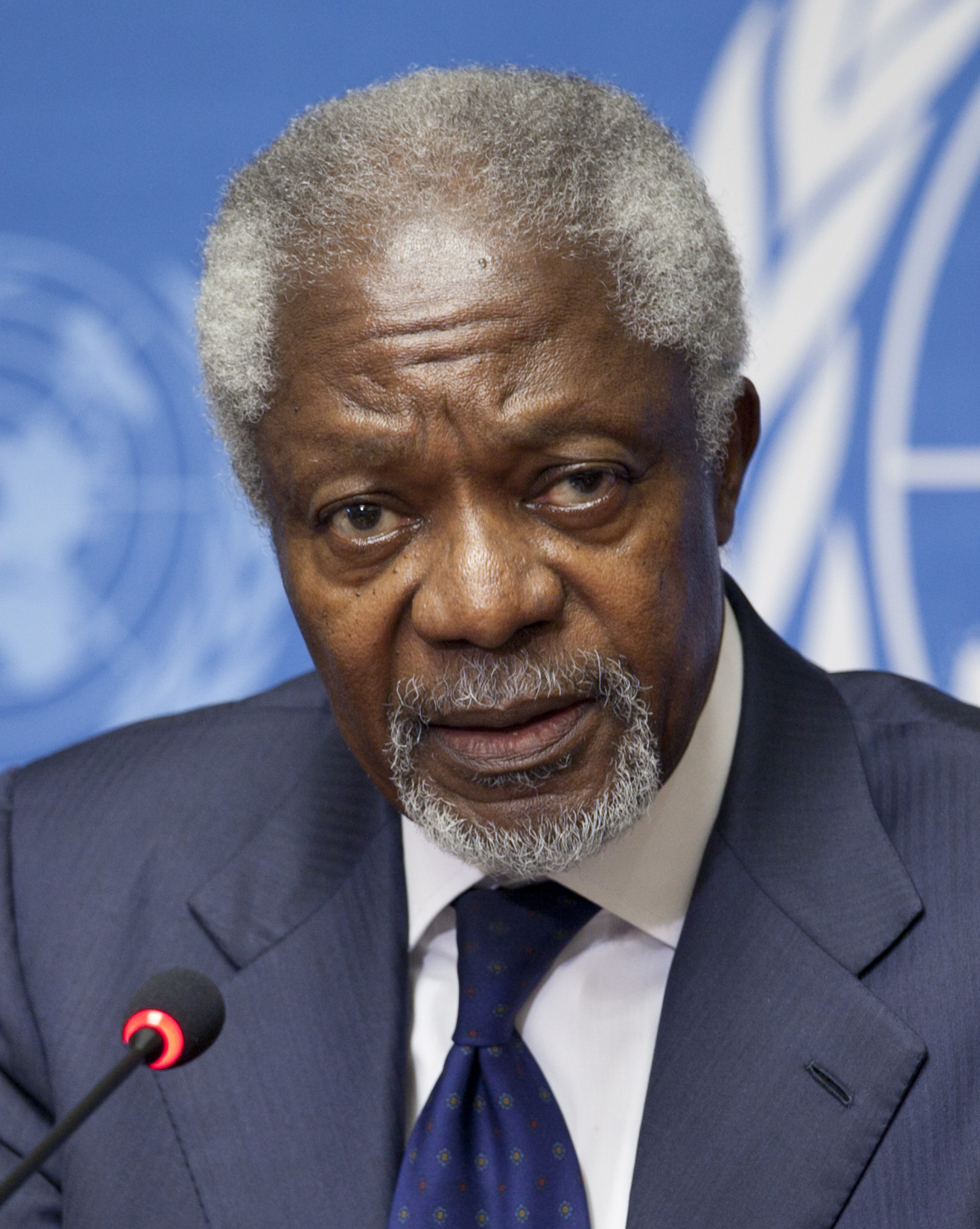
Kofi Annan (1938–2018)

- Annan, Noel, Baron Annan (1916–2000), britischer Autor, Universitätspräsident und Politiker
- Annand, Simon (* 1955), britischer Fotograf
- Annandale, Lawrie (* 1950), schottischer Snookerschiedsrichter und -spieler
- Annandale, Nelson (1876–1924), schottischer Zoologe und Anthropologe
- Annandale, Thomas (1838–1907), britischer Chirurg
- Annang, Richard (* 1991), ghanaischer Fußballspieler
- Annani, Adil (* 1980), marokkanischer Marathonläufer
- Annas, Julia (* 1946), US-amerikanische Philosophin und Philosophiehistorikerin
- Annas, Max (* 1963), deutscher Musikjournalist und Krimiautor
- Annasaparow, Musa (* 2000), turkmenischer Eishockeyspieler
- Annasohn, Jakob (1901–1983), Schweizer Generalstabschef
- Annaswamy, Anuradha (* 1956), indische Ingenieurin und Informatikerin
- Annaud, Jean-Jacques (* 1943), französischer Regisseur

### Anne
- Anne (1665–1714), Königin von England, Schottland und IrlandAnne (1665–1714)

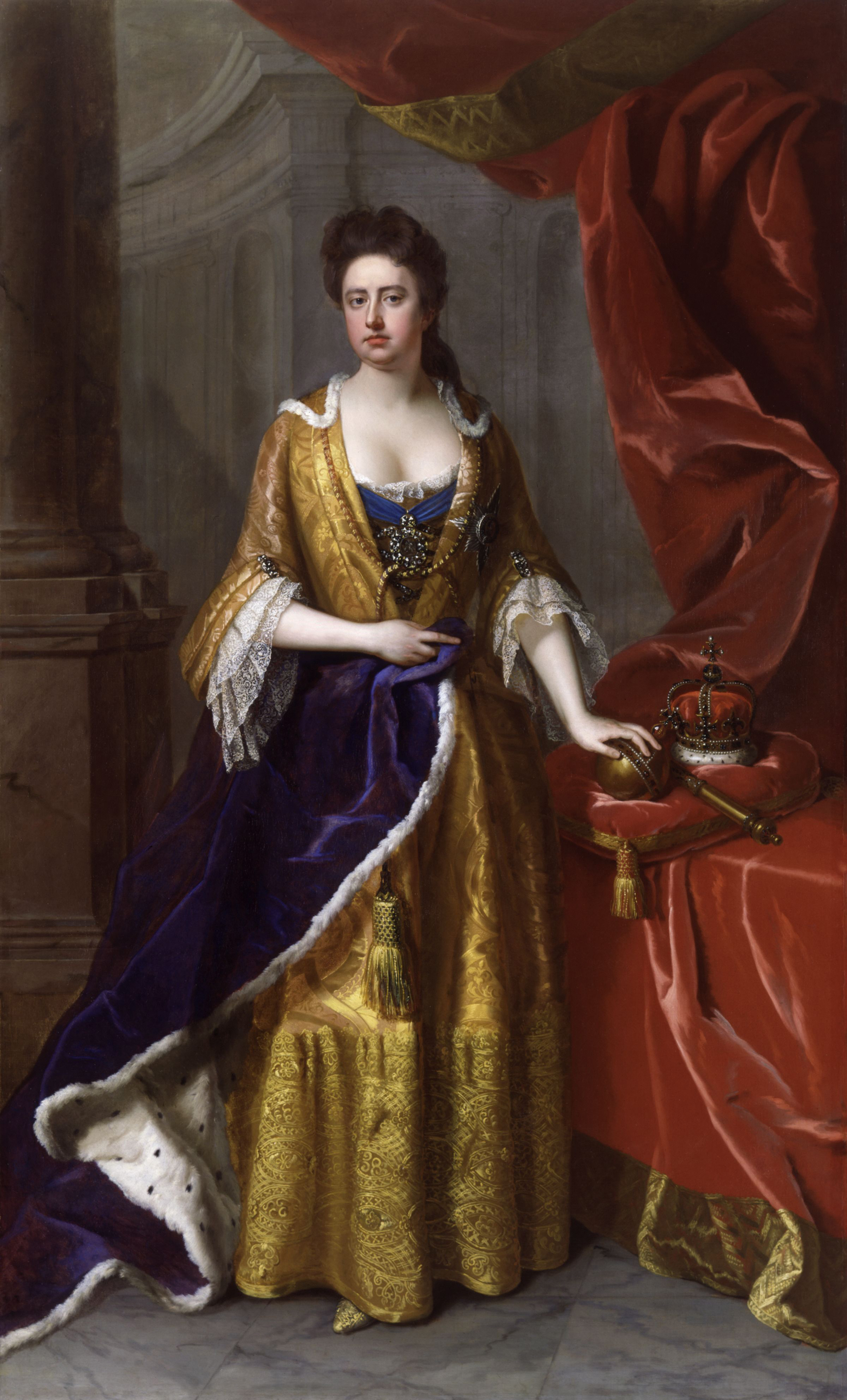
Anne (1665–1714)

- Anne de Bourbon († 1408), Ehefrau Herzog Ludwigs von Bayern-Ingolstadt
- Anne de Bretagne (1477–1514), Königin von Frankreich
- Anne de Lusignan (1418–1462), Herzogin von Savoyen
- Anne Marie d’Orléans (1669–1728), durch Heirat Herzogin von Savoyen, Königin von Sizilien und Sardinien
- Anne of York (1439–1476), englische Adlige
- Anne of York, Lady Howard (1475–1511), englische Prinzessin
- Anne von Böhmen (1366–1394), erste Königsgemahlin Richards II. von England
- Anne von Viennois, Gräfin von Viennois und Albon
- Anne, Mame-Ibra (* 1989), französischer Leichtathlet
- Anne, Princess Royal (* 1950), britische Prinzessin und Tochter von Elisabeth II.Anne, Princess Royal (* 1950)

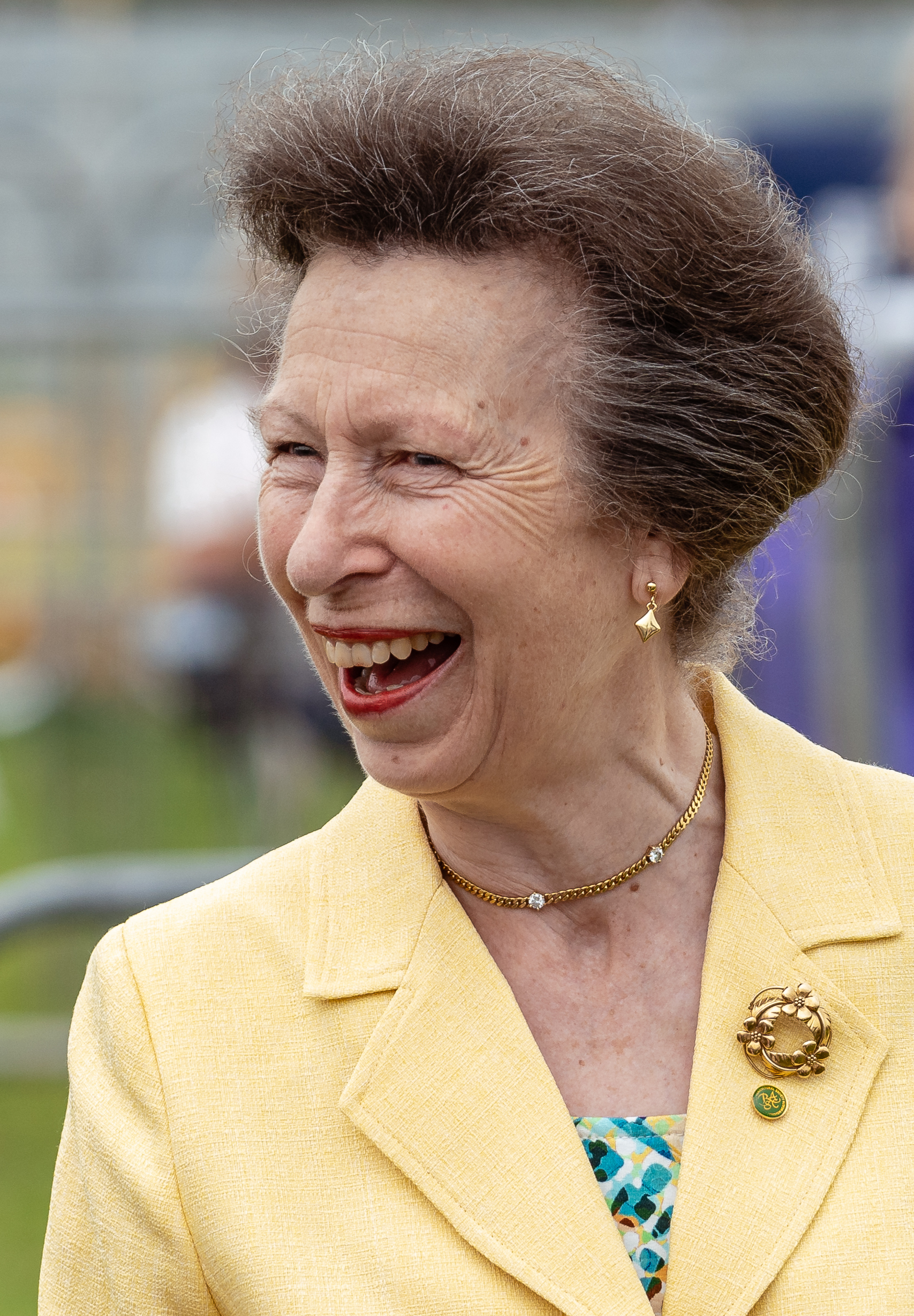
Anne, Princess Royal (* 1950)

- Anne-Karin (* 1948), deutsche Schlagersängerin und Moderatorin
- Anne-Marie (* 1991), britische Sängerin
- Anne-Marie von Dänemark (* 1946), dänische Adelige, Ex-Königin von Griechenland
- Annebault, Claude d’ († 1552), französischer Feldherr und Staatsmann
- Annecke, Kurt (1902–1961), deutscher Apotheker, Lebensmittelchemiker und Ministerialbeamter
- Annedouche, Christophe (1803–1866), französischer Kupferstecher
- Anneet, Adrien (* 1908), belgischer Boxer
- Annegarn, Dick (* 1952), niederländischer Sänger, Songwriter und Gitarrist
- Annegarn, Josef (1794–1843), katholischer Theologe und Pädagoge
- Annei (577 v. Chr.–511 v. Chr.), 3. Tennō von Japan (549–511 v. Chr.)
- Anneke, Emil (1823–1888), deutscher Revolutionär und US-amerikanischer Journalist und Jurist
- Anneke, Fritz (1818–1872), deutscher Revolutionär und nordamerikanischer Offizier
- Anneke, Mathilde Franziska (1817–1884), deutsch-US-amerikanische Schriftstellerin und Journalistin
- Anneke, Percy Shelley (1850–1928), US-amerikanischer Unternehmer
- Anneke, Victor (1892–1937), US-amerikanischer Unternehmer
- Annel, Hendrik (* 1989), deutscher Schauspieler und DJ
- Annel, Ingrid (* 1955), deutsche Autorin und Dramaturgin
- Annel, Ulf (* 1955), deutscher Journalist, Autor und Kabarettist
- Anneler, Hedwig (1888–1969), Schweizer Ethnologin und Schriftstellerin
- Anneler, Marie (1854–1933), Schweizer Glasmalerin und Schriftstellerin
- Anneling, Kjell (* 1938), schwedischer Diplomat, Botschafter in China, Neuseeland und Norwegen
- Annelus, Anglerne (* 1997), US-amerikanische Sprinterin
- Annemann, Theodore (1907–1942), US-amerikanischer Zauberkünstler
- Annemans, Gerolf (* 1958), belgischer Politiker, MdEP
- Annemüller, Gerolf (1937–2020), deutscher Brauwissenschaftler und -historiker
- Annen, Debora (* 2002), Schweizer Bobfahrerin
- Annen, Franz (1942–2018), schweizerischer römisch-katholischer Geistlicher und Theologe
- Annen, Giro (* 1957), Schweizer Künstler
- Annen, Hans-Peter (* 1950), deutscher Diplomat
- Annen, Hubert (* 1963), Schweizer Psychologe
- Annen, Jolanda (* 1992), Schweizer Triathletin
- Annen, Klaus Günter (* 1951), deutscher Abtreibungsgegner
- Annen, Martin (* 1974), Schweizer Bobpilot
- Annen, Melchior (1868–1954), Schweizer Grafikdesigner, Buchillustrator und Plakatkünstler
- Annen, Niels (* 1973), deutscher Politiker (SPD), MdBNiels Annen (* 1973)

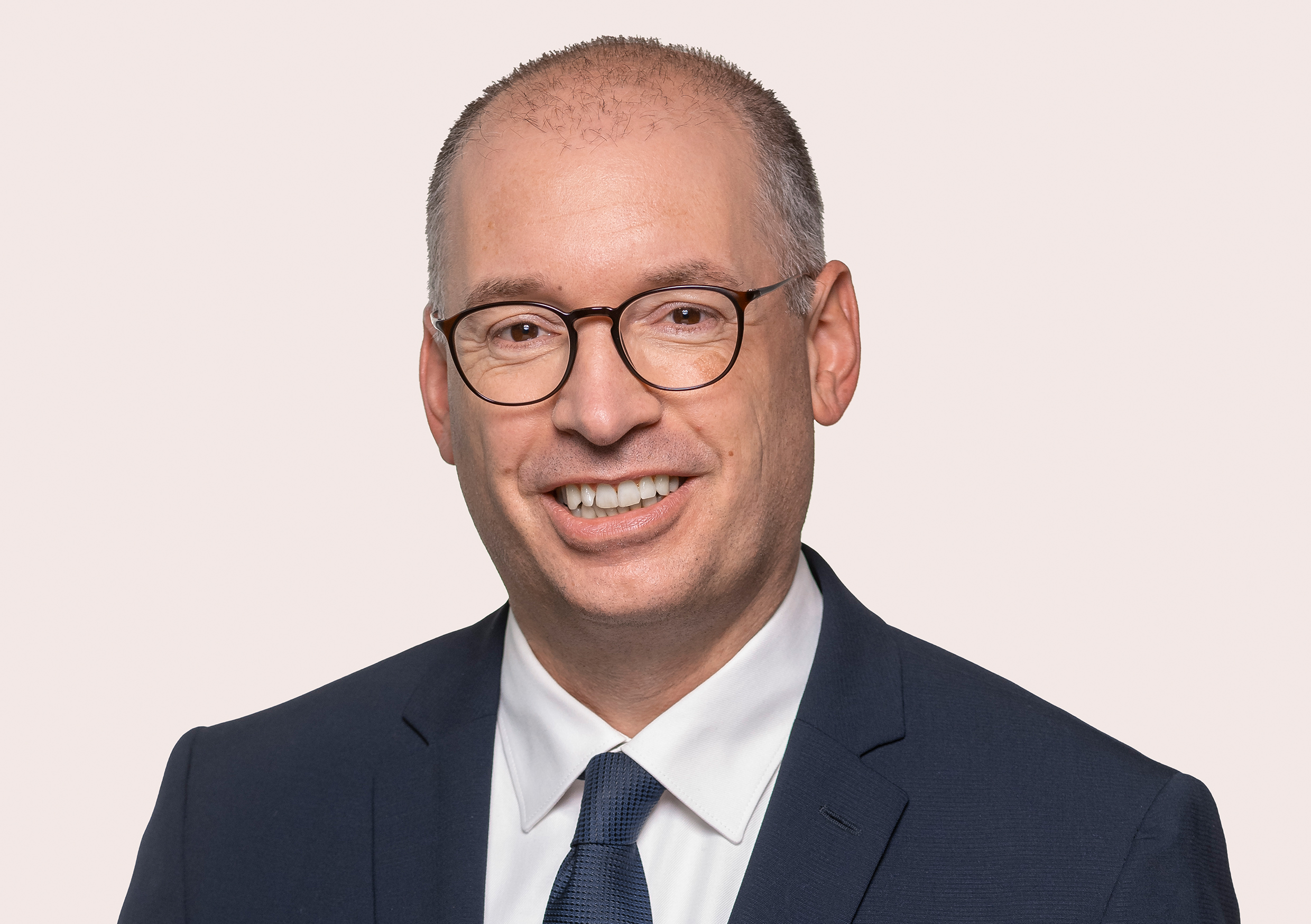
Niels Annen (* 1973)

- Annen, Priscillia (* 1992), Schweizer Freestyle-Skisportlerin
- Annen, Tim (* 2004), Schweizer Bobsportler
- Annenberg, Moses (1877–1942), US-amerikanischer Verleger und Mobster
- Annenberg, Walter (1908–2002), US-amerikanischer Diplomat, Publizist und Kunstmäzen
- Annenkoff, Barbara von (1898–1978), russischstämmige, deutsche Schauspielerin bei Bühne, Film und Fernsehen
- Annenkow, Boris Wladimirowitsch (1889–1927), Ataman der sibirischen Kosaken, Generalmajor und Kommandant der Sieben-Flüsse-Armee
- Annenkow, Iwan Alexandrowitsch (1802–1878), russischer Leutnant und Dekabrist
- Annenkow, Juri Pawlowitsch (1889–1974), russischer Künstler
- Annenkow, Michail Nikolajewitsch (1835–1899), russischer General
- Annenkow, Pawel Wassiljewitsch (1813–1887), russischer Gutsbesitzer, Publizist sowie Herausgeber der Werke Alexander Puschkins
- Annenkowa, Praskowja Jegorowna (1800–1876), Ehefrau des Dekabristen Iwan Alexandrowitsch Annenkow
- Annenskaja, Alexandra Nikititschna (1840–1915), russische Schriftstellerin
- Annenski, Innokenti Fjodorowitsch (1855–1909), russischer Dichter, Literaturkritiker, Dramatiker und Übersetzer
- Annenski, Isidor Markowitsch (1906–1977), sowjetischer Regisseur
- Annequin-Plantagenet, Marie-Agnès (* 1960), französische Fußballspielerin
- Anner, Eitan (* 1969), israelischer Regisseur
- Anner, Emil (1870–1925), Schweizer Grafiker, Maler, Zeichner, Radierer und Bühnenbildner
- Annerberg, Rolf (* 1948), schwedischer Regierungsbeamter, Manager und Politiker (SAP), Staatssekretär
- Annerl, Brigitte (* 1969), österreichische Unternehmerin und SportfunktionärinBrigitte Annerl (* 1969)

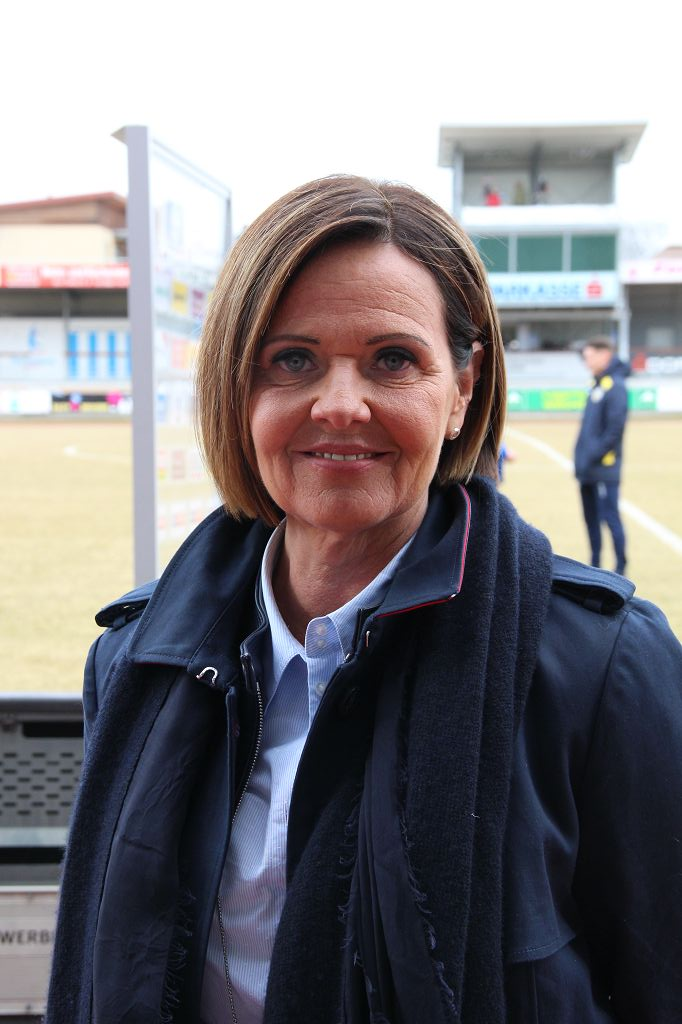
Brigitte Annerl (* 1969)

- Annerstedt, Thure (1806–1880), schwedischer lutherischer Theologe und Bischof
- Annese, Lorenzo (* 1937), deutsch-italienischer Gastarbeiter, Kommunalpolitiker und Betriebsrat
- Annese, Vincenzo Alberto (* 1984), italienischer Fußballtrainer
- Anneser, Sebastian (1939–2018), deutscher römisch-katholischer Geistlicher und Domkapitular im Erzbistum München und Freising
- Annesley, Arthur, 1. Earl of Anglesey (1614–1686), anglo-irischer Adliger und Staatsmann
- Annesley, Arthur, 11. Viscount Valentia (1843–1927), britischer Politiker der Conservative Party, Unterhausabgeordneter, Oberhausmitglied
- Annesley, Louie (* 2000), englisch-gibraltarischer Fußballspieler
- Annesley, Samuel (1620–1696), englischer anglikanischer puritanischer Pastor
- Annessy, Brigitte (* 1968), französische Schauspielerin
- Annet, Armand Léon (1888–1973), französischer Politiker und Gouverneur diverser Kolonien des französischen Kolonialreiches
- Annett, Jen (* 1985), kanadische Triathletin
- Annette, Catherine (* 1985), US-amerikanische Schauspielerin und Synchronsprecherin
- Ånnevik, Frida (* 1984), norwegische Musikerin
- Annex, Hippolyte (1933–2021), französischer Boxer

### Anni
- Anni, Anna (1926–2011), italienische Kostümbildnerin
- Annia Cornificia Faustina, Schwester des Mark Aurel
- Annia Faustina, dritte Ehefrau des römischen Kaisers Elagabal
- Annia Fundania Faustina, Tochter des Marcus Annius Libo sowie Cousine Mark Aurels und der Annia Cornificia Faustina
- Annia Galeria Aurelia Faustina, Tochter Mark Aurels und der jüngeren Faustina
- Annia Regilla († 160), griechisch-römische Mäzenatin und Priesterin
- Annianus Verus, Gaius, römischer Politiker, Konsul 146
- Annianus von Alexandria, alexandrinischer Komputist
- Annibaldo Annibaldi, italienischer Dominikaner und Theologe
- Annibali, Domenico, italienischer Opernsänger (Altkastrat)
- Annibelli, Antônio (1911–1997), brasilianischer Rechtsanwalt und Politiker
- Annicelli, Corrado (1905–1984), italienischer Schauspieler
- Annichiarico, Silvia (* 1947), italienische Sängerin, Schauspielerin und Radiomoderatorin
- Annie (* 1977), norwegische DJ und Popsängerin
- Annies, Dieter (* 1942), deutscher Politiker (FDP, Pro DM), MdV, MdB
- Anniès, Hans Georg (1930–2006), deutscher Druckgraphiker und Bildhauer
- Annigoni, Pietro (1910–1988), italienischer Maler, später Vertreter der Renaissance und des Realismus
- Annikeris, griechischer Philosoph und Kyrenaiker
- Anniko, Silver (1928–1982), estnischer Schriftsteller
- Anning, Amber (* 2000), britische Sprinterin
- Anning, Fraser (* 1949), australischer Politiker, Senator im Australischen Senat
- Anning, Mary (1799–1847), britische Fossiliensammlerin und frühe PaläontologinMary Anning (1799–1847)

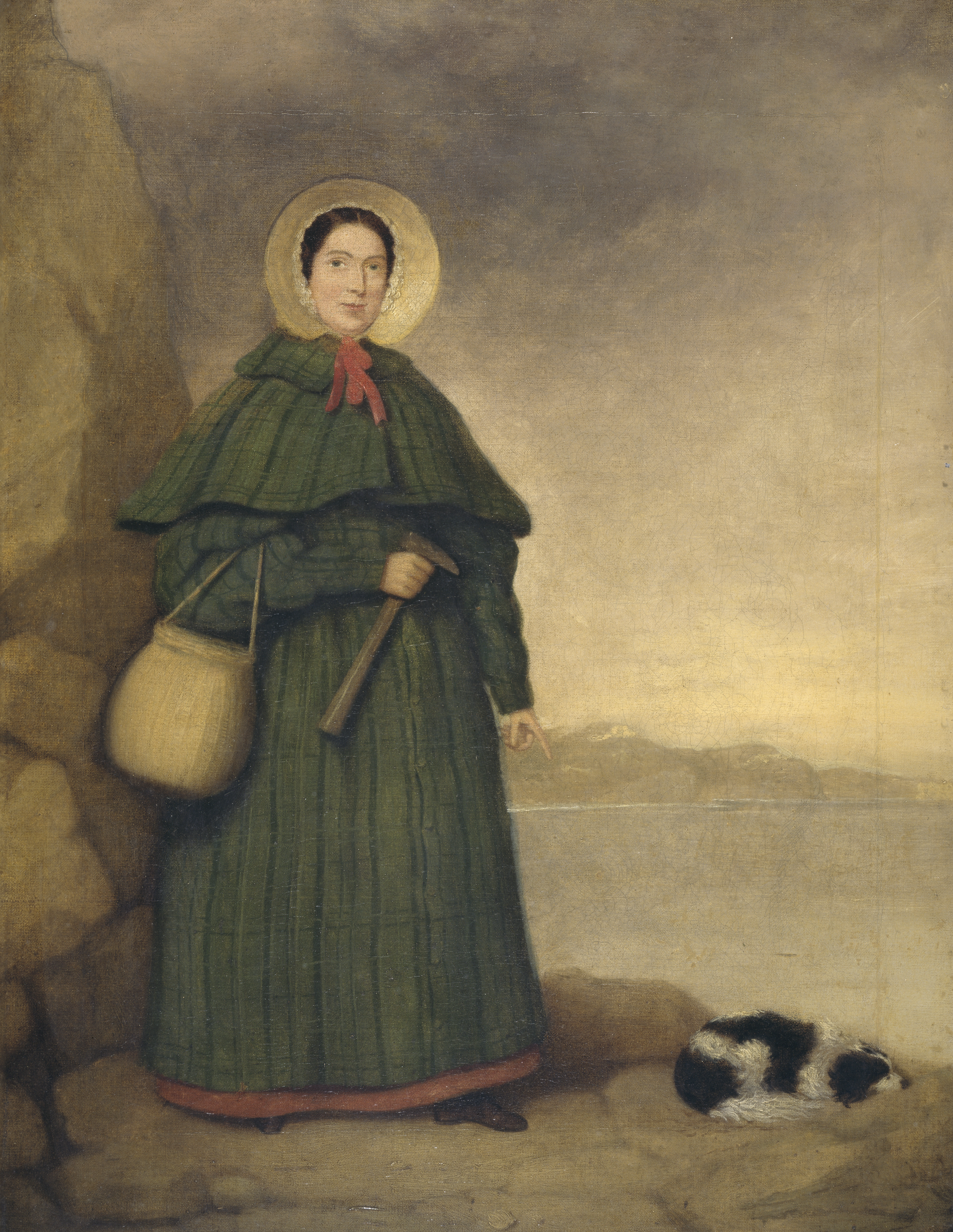
Mary Anning (1799–1847)

- Anninos, Georgios, griechischer Schwimmer
- Annis, Francesca, britische Schauspielerin
- Annis, Tahnai (* 1989), US-amerikanisch-philippinische Fußballspielerin
- Annison, Harold (1895–1957), britischer Schwimmer und Wasserballspieler
- Annist, August (1899–1972), estnischer Schriftsteller
- Anniste, Aivar (* 1980), estnischer Fußballspieler
- Annius Acceranus, antiker römischer Toreut
- Annius Atilius Bradua, Appius, römischer Konsul 160
- Annius Bassus, Lucius, römischer Suffektkonsul 70
- Annius Fabianus, Lucius, römischer Konsul 201
- Annius Fabianus, Lucius, römischer Suffektkonsul 141
- Annius Flavianus, Gaius, römischer Soldat
- Annius Flavianus, Gaius, römischer Statthalter
- Annius Flavius Libo, Marcus, römischer Konsul 204
- Annius Florus, Publius, römischer Historiker, Dichter und Rhetor
- Annius Gallus, Appius, römischer Konsul 139 oder 140
- Annius Gallus, Appius, römischer Suffektkonsul (67)
- Annius Largus, Lucius, römischer Suffektkonsul (109)
- Annius Largus, Lucius, römischer Konsul 147
- Annius Libo, Marcus, römischer Suffektkonsul 161
- Annius Libo, Marcus, römischer Konsul 128
- Annius Luscus, Titus, römischer Politiker
- Annius Luscus, Titus, römischer Senator und Konsul
- Annius Martialis, Marcus, römischer Centurio
- Annius Maximus, Lucius, römischer Konsul 207
- Annius Maximus, Quintus, römischer Statthalter (114)
- Annius Rufus, römischer Centurio
- Annius Rufus, römischer Präfekt von Judäa
- Annius Titianus, Gaius, römischer Offizier (Kaiserzeit)
- Annius Verus Caesar (162–169), Sohn des römischen Kaisers Mark AurelAnnius Verus Caesar (162–169)

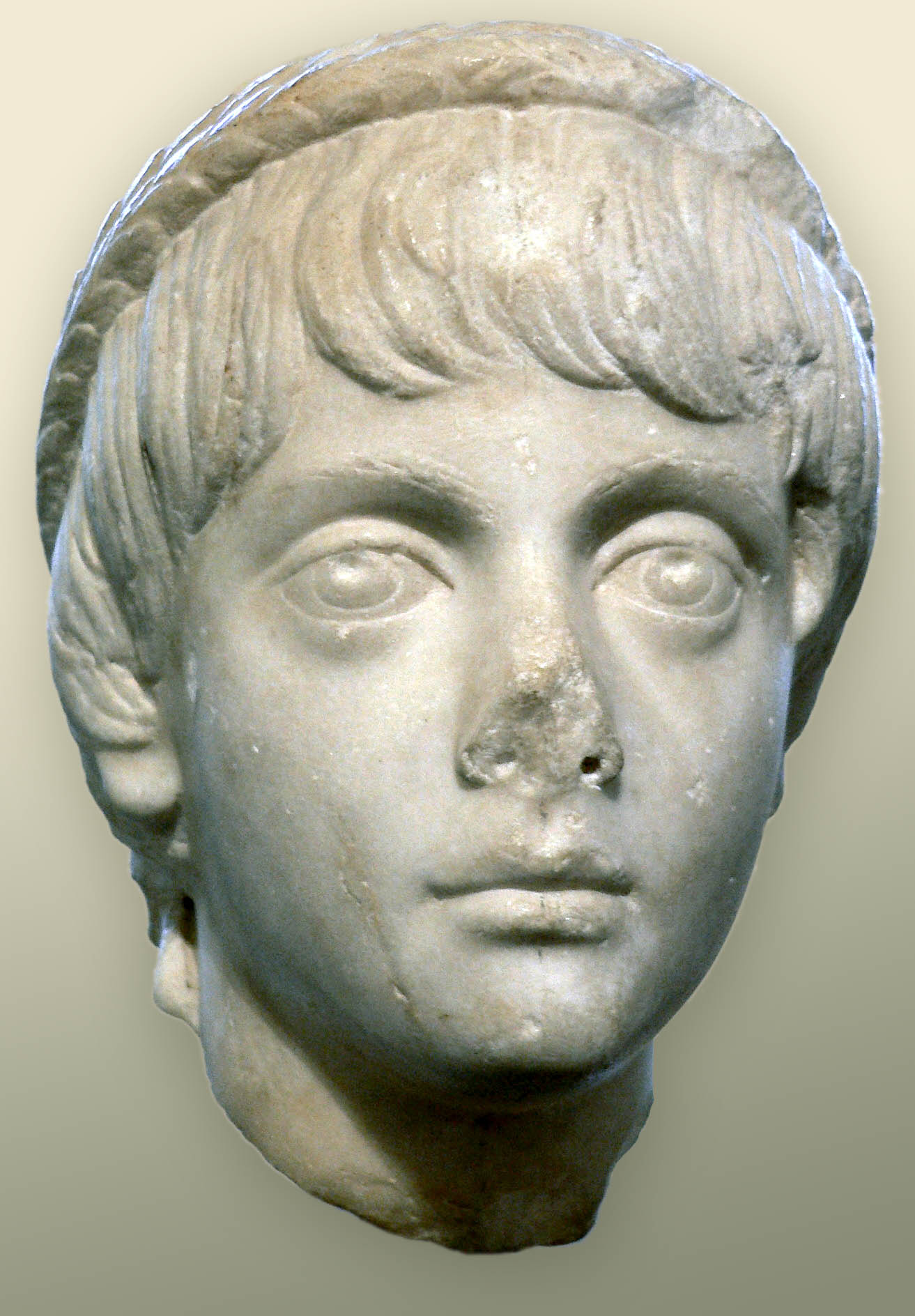
Annius Verus Caesar (162–169)

- Annius Verus, Marcus, Prätor und Vater des Mark Aurel
- Annius Verus, Marcus, römischer Konsul 97, 121 und 126
- Annius Victor, römischer Offizier (Kaiserzeit)
- Annius Vinicianus, römischer Suffektkonsul (Kaiserzeit)
- Annius Vinicianus, Lucius († 42), römischer Senator und Konsul
- Annius von Viterbo (1437–1502), italienischer Dominikaner und Historiker; Geschichtsfälscher

### Anno
- Anno I., Bischof von Köln
- Anno II. († 1075), Erzbischof von Köln und HeiligerAnno II. († 1075)

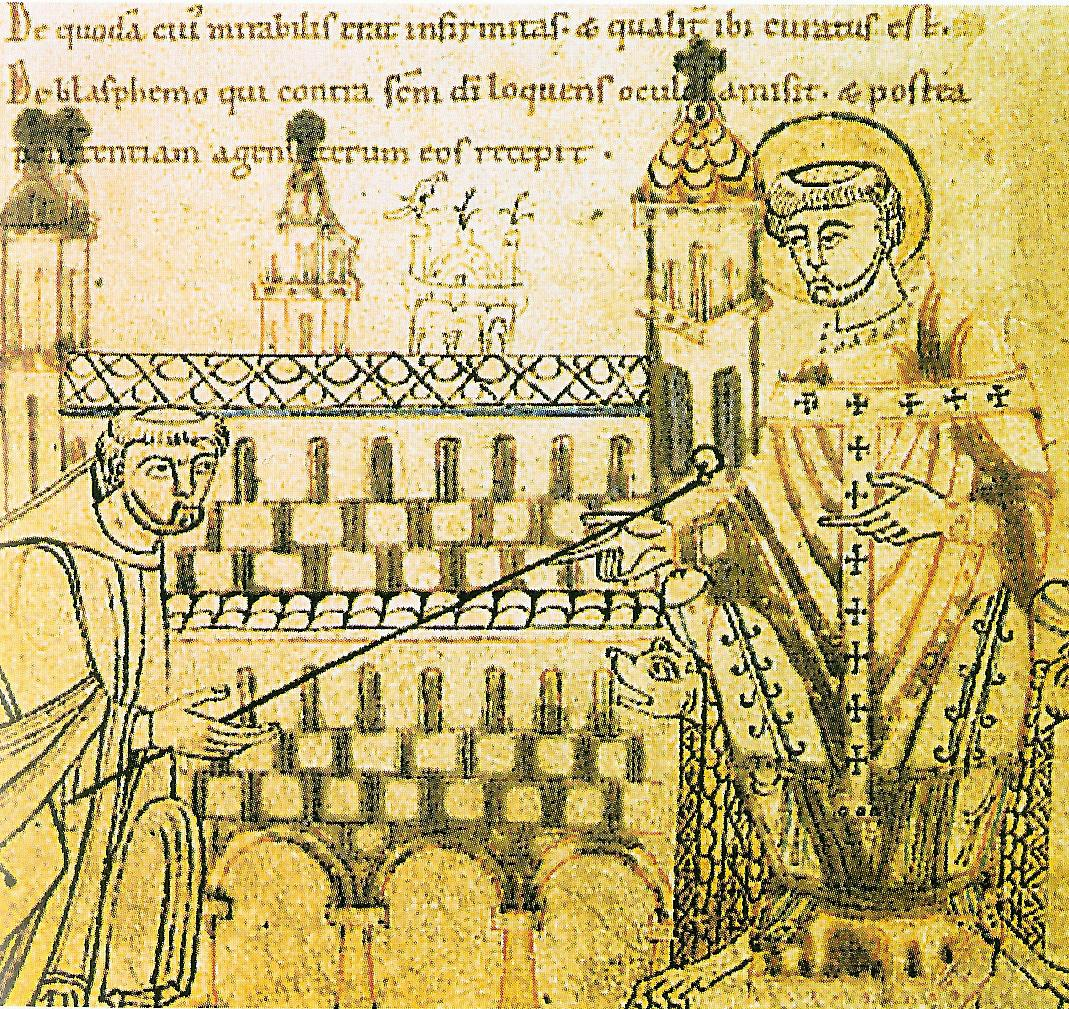
Anno II. († 1075)

- Anno von Freising († 875), Bischof von Freising
- Anno von Heimburg, deutscher Ministeriale und Vogt von Goslar
- Anno von Landsberg († 1185), römisch-katholischer Bischof
- Anno von Sangerhausen († 1273), deutscher Adliger; Hochmeister des Deutschen Ordens (1256–1273)
- Anno von St. Gallen († 954), Gegenabt des Klosters St. Gallen
- Anno, Anton (1838–1893), deutscher Schauspieler, Regisseur, Theaterdirektor und Bühnenschriftsteller
- Anno, Hideaki (* 1960), japanischer Anime-Filmregisseur
- Anno, Izuo (1909–1939), japanischer Sprinter
- Anno, Mitsumasa (1926–2020), japanischer Maler, Einbandgestalter und Illustrator
- Anno, Moyoco (* 1971), japanische Manga-Zeichnerin
- Anno, Noriko (* 1976), japanische Judoka
- Annon, Benedict (1627–1702), italienischer Steinmetzmeister des Barock
- Annon, Jack S. (1929–2005), US-amerikanischer klinischer und forensischer Psychologe
- Annoni, Enrico (* 1966), italienischer Fußballspieler
- Annoni, Franco (1924–1992), Schweizer Bildhauer, Zeichner, Designer und Kunstpädagoge.
- Annoni, Hieronymus (1697–1770), Schweizer reformierter Theologe und Kirchenliederdichter
- Annoni, Mondo (1933–2005), Schweizer Fotograf
- Annoni, Pietro (1886–1960), italienischer Ruderer
- Annop Chaipan (* 1983), thailändischer Fußballspieler
- Annot (1894–1981), deutsche Malerin
- Annouri, Hassan (* 1974), marokkanischer Musiker und Produzent
- Annovazzi, Carlo (1925–1980), italienischer Fußballspieler

### Anns
- Anns, Georg Ludwig von (1760–1837), deutscher Kaufmann
- Anns, Wilhelm von (1766–1842), deutscher Kaufmann und Politiker

### Annu
- Annuale, Armando (1884–1962), italienischer Schauspieler
- Annubanini, König der Lullubi
- Annum, Alice (* 1948), ghanaische Sprinterin und Weitspringerin
- Annunziata, Lucia (* 1950), italienische Journalistin und Politikerin der Partito Democratico (PD)
- Annunziata, Mauricio (* 1971), argentinischer Komponist und Pianist
- Annunziata, Nick, US-amerikanischer Schauspieler und Pokerspieler
- Annunzio, Frank (1915–2001), US-amerikanischer Politiker
- Annus, Adrián (* 1973), ungarischer Hammerwerfer
- Annus, Epp (* 1969), estnische Literaturwissenschaftlerin und Schriftstellerin
- Annus, John (1935–2013), lettisch-US-amerikanischer Maler und Fotograf
- Annus, Toomas (* 1960), estnischer Unternehmer und Investor
- Annuß, Evelyn, Theater- und Literaturwissenschaftlerin, Hochschullehrerin
- Annuß, Gottfried (1912–1985), deutscher Brigadegeneral (Bundeswehr)
- Annusson, Jüri (1884–1965), estnischer Chemiker, Hochschullehrer und Politiker

### Anny
- Annys, Alfons (1892–1972), belgischer und deutscher Maler, Glasmaler, Architekt, Pädagoge und Kunsthistoriker
- Annys, Eddy (* 1958), belgischer Hochspringer
- Annys, Steffi (* 1988), belgische Badmintonspielerin